# Ювеналій (Половцев)
Ювеналій Половцев (21 жовтня 1826 — 12 квітня 1904) — церковний діяч, перекладач, письменник часів Російської імперії.

## Життєпис

### Військова кар'єра
Походив зі шляхетського зросійщеного українського роду Половцевих. СБув молодшою дитиною в родині статського радника АНдрія Половцева та Юлії Гіппіус. Народився 1826 року в місті Оранієнбаум Санкт-Петербурзької губернії. Отримав ім'я Іван. У 1828 році разом з родиною перебрався до Санкт-Петербургу, де навчався в Павлівському кадетському корпусі, потім в артилерійському училищі. Вивчив англійську, французьку, німецьку, грецьку, сирійську мову, латину. 1839 року втратив батька.
19 серпня 1842 року зарахований феєрверкером, 8 березня 1843 року — юнкером, 13 грудня того ж року — портупей-юнкером, 27 жовтня 1844 року — фельдфебелем. 10 серпня 1845 року імператорським наказом був підвищений до прапорщика з залишенням при училищі в молодшому офіцерському класі для проходження вищого курсу наук.

### Чернецтво
Напочтаку 1846 року захворів, давши обітницю прийняти постриг. 22 листопада того ж року через хворобу пішов у відставку в чині підпоручика. 15 березня 1847 року вступив до Оптиної пустині, оселившись в Іоанно-Предтеченському скиту. 1848 року стає послушником. Деякий служив паламарем, 1850 року став письмоводителемпреподобного Макарія Оптинського, з яким здійснив низку поїздок монастирями Калузької губернії.
1855 року прийняв постриг під ім'ям Ювеналій. 1856 року отримав сан диякона, 1857 року — ієромонаха. 1857 року відмовившись очолити Сергіївську пустинь, став членом Російської духовної місії в Єрусалимі. тут мав протиріччя з очільником місії єпископом Кирилом Наумовим. Зрештою 1861 року за власним проханням звільнення з членів місії й повернувся до Оптинської пустині. У жовтня того ж року його призначено настоятелем Глинської пустині, а в листопаді надано сан ігумена.

### Церковна кар'єра
1862 року стає настоятелем Корінної пустині в Курській єпархії. В серпні того ж року отримав сан архімандрита та посаду благочинного Курської єпархії. 1866 року нагороджено орденом Св. Ганни III ступеня.
1867 року стає намісником Олександро-Невської лаври. Був членом 2 комісій, де обговорювалися проекти статуту громади сестер милосердя Псковської єпархії і правила для керівництва посадових осіб в спільножитних монастирях. 1868 року зведено Троїцький собор. 1869 року нагороджено орденом Св. Ганни II ступеня.
1871 року з його ініціативи при монастирі було засновано Нікольський цвинтар з церквою Миколи Чудотворця. Того ж року під приводом хвороби звільнився й перебрався до Оптинської пустині. Водночас отримав орден Св. Володмира IV ступеня. В Оптинській пустині Ювеналій опікувався монастирською пасікою, 1875 року завдяки його наполегливості було збудовано 2 братських корпуси. Також займався численними перекладами з грецької мови, склав власні богословські твори.
1884 року призначено намісником Києво-Печерської лаври. Невдовзі виступив проти значних реставраційних робіт, вважаючи це робити поетапно, зберігаючи старі іконостаси. Зрештою до 1890 року ремонті роботи було зовсім зупинено. 1887 року отримав орден Св. Володимира III ступеня. 1890 року призначено благочинним монастирів Києва і Київського повіту. Тут вступив у конфлікт з Духовним собором лаври, намагаючись перевести з Оптинської пустині або іншого монастиря помічників, але цьому чинив спротив собор, де за скаргами Ювеналія «заседают упрямые хохлы».
1891 року нагороджено орденом Св. Ганни I ступеня. 1892 року призначено єпископом Балахнінським і вікарієм Нижньогородським. Того ж року отримав орден Св. Сави Сербського. Вже 1893 року переведено до Курсько-Білгородської єпархії.
1898 року призначено архієпископом Литовським і Віленським з призначенням настоятелем Віленського Святодухівського монастиря. Придіялв багато уваги відновленню та спорудженню соборів, приходських церков та шкіл, поліпшенню монастирського життя, збільшенню кількості ченців. У 1898—1899 роках був присутнім членом Синоду. 1899 року стає почесним членом Казанської духовної академії.
У 1900 році з Литовської єпархії була виділена Гродненська, що втричі скоротило чисельність пастви архієпископа Ювеналія. Також почав перехід випускників Литовської духовної семінарії до вільше людної Гродненської єпархії. 1900 року отримав орден Св. Олександра Невського. 1902 року Ювеналій стає почесним членом Київської духовної академії. Помер 1904 року. Поховано в Святодуховому монастирі.

## Творчість
Займався перекладами, агіографією та богословськими трактами. Відомими творами є «Життя і твори св. Петра Дамаскіна», «Життєпис настоятеля Козельський Введенській Оптиної пустелі архімандрита Мойсея», «Промова при нареченні в єпископи Балахнінські», «Для духовного керівництва вченим ченцям», «Сила Божа і неміч людська», «Чернече життя по висловів про неї св. отців подвижників».